# Église de la Conversion de Saint-Paul de Mouscron
 (juillet 2024).
Si vous disposez d'ouvrages ou d'articles de référence ou si vous connaissez des sites web de qualité traitant du thème abordé ici, merci de compléter l'article en donnant les références utiles à sa vérifiabilité et en les liant à la section « Notes et références ».
L'Église de la Conversion de Saint-Paul aussi appelée église du Risquons-Tout est une église paroissiale de style néogothique du quartier Risquons-Tout de la ville de Mouscron.

## Histoire
Édifiée à l'initiative du curé Pierre Stock, elle a été construite en deux étapes. La première phase, à partir de 1868-1869, se concentre sur le chœur à trois travées; tandis que la seconde, en 1875-1876, y ajoute deux travées ainsi que la tour de la façade. 

## Description
L'espace de l'église est couvert de voûtes d'arêtes dont les nervures sont rehaussées de couleur bleue et jaune. Le mobilier de l'église est principalement néo-gothique.
En 1881, une très grande grotte artificielle est construite à proximité immédiate de l'église.
L'ensemble est homogène dans son traitement et se caractérise par le rythme induit par les contreforts séparant les travées et par les hautes fenêtres en tiers-point à remplage trilobé et rosacé. L'intérieur, enduit et peint, est couvert de voûtes d'ogives dont les nervures et les supports sont rehaussés en couleur bleue et jaune. Le mobilier néo-gothique et une grotte artificielle dédiée à Notre-Dame de Lourdes contribuent à l'intérêt de l'ensemble.

## Grotte artificielle
En 1881, une grotte artificielle dédiée à Notre-Dame de Lourdes est érigée à la demande de J.B. Bossut pour commémorer la guérison de son fils. Elle est de grandes dimensions et possède plusieurs niches dans la paroi. 